# Thismiaceae
Die Thismiaceae sind eine Pflanzenfamilie aus der Ordnung der Yamswurzelartigen (Dioscoreales) innerhalb der Einkeimblättrigen Pflanzen. Es sind mykotrophe und chlorophylllose Pflanzen.

## Beschreibung

### Habitus und Blätter
Alle Arten der Familie sind mykotrophe und chlorophylllose, ausdauernde krautige Pflanzen. Sie bilden verzweigte, korallenförmige Rhizome als Überdauerungsorgane. Die gegenständig, wechselständig und zweizeilig angeordneten Laubblätter sind parallelnervig, häutig, einfach, klein und ungestielt, oder zu Schuppen reduziert, mit glatten Blatträndern. Die Stomata sind anomocytisch (DELTA) oder fehlen (Angiosperm Phylogeny Group).

### Blütenstände und Blüten
Die Blüten stehen einzeln oder in traubigen Blütenständen mit Tragblättern zusammen. Die radiärsymmetrischen bis zygomorphen Blüten sind dreizählig und zwittrig. Es sind zwei Kreise mit je drei Blütenhüllblättern vorhanden, sie sind glocken- bis urnenförmig verwachsen. Bei vielen Arten sind die inneren und äußeren Blütenhüllblätter stark verschieden. Es sind einer (nur bei Oxygyne) oder zwei Kreise mit drei Staubblättern vorhanden; sie sind untereinander frei aber mit den Blütenhüllblättern verwachsen; sie sind nach innen gebogen. Bei Haplothismia und Oxygyne sind die Staubfäden an der Basis verbreitert; bei den anderen Gattungen sind die Staubfäden entweder reduziert oder spezialisiert. Die Pollenkörner besitzen eine Apertur. Drei Fruchtblätter sind zu einem unterständigen Fruchtknoten verwachsen mit 50 bis 100 anatrope Samenanlagen. Der oft kurze Griffel endet in einer dreilappigen Narbe.

### Früchte und Samen
Die dickwandige Kapselfrüchte enthalten  50 bis 150 Samen und öffnet sich an ihre Spitze. Die winzigen Samen besitzen kein Endosperm und der Embryo ist bei reifen Samen nur noch rudimentär vorhanden.

### Inhaltsstoffe und Chromosomen
Es werden Calciumoxalat-Kristalle als Rhaphide eingelagert.
Die Chromosomen sind 1 bis 4 µm lang. Die Chromosomen betragen n = 6-9.

## Systematik und Verbreitung
Vorkommen gibt es hauptsächlich in Südostasien, Afrika, Amerika (besonders Brasilien), Australien und Neuseeland. Die Areale auch der Gattungen sind disjunkt. Sie gedeihen meist in tropischen Gebieten, doch gibt es auch einige Arten in warm-gemäßigten Zonen, beispielsweise in Japan.
Die Erstveröffentlichung des Familiennamens erfolgte 1858 durch Jacob Georg Agardh in Theoria Systematis Plantarum, 99. Die Typusgattung ist Thismia Griff.
Nach molekulargenetischen Untersuchungen werden die Taxa der Familie nicht mehr in der Tribus Thismieae innerhalb der Familie der Burmanniaceae eingegliedert, Schwestergruppe der Familie sind die Taccaceae.
Die Familie besteht aus fünf Gattungen mit etwa 32 bis 50 Arten:
- Afrothismia (Engl.) Schltr.: Mit etwa neun Arten in den tropischen Regenwäldern Afrikas.
- Haplothismia Airy Shaw: Mit nur einer Art:
  - Haplothismia exannulata Airy Shaw in den Westghats in Indien.
- Oxygyne Schltr.: Mit nur einer Art:
  - Oxygyne triandra Schltr.: Sie gedieh früher im tropischen Regenwald des Kamerunberg in Westafrika. Drei weitere Arten dieser Gattung aus Japan werden heute in die Gattung Saionia Hatus. und damit in die Familie der Burmanniaceae gestellt. Die Gattung Saionia wurde 2015 erstbeschrieben.[2][3]
- Thismia Griff.: Mit etwa 35 Arten. Sie gedeihen meist in Regenwäldern Asiens und Südamerikas, wenige Arten kommen auch in etwas gemäßigteren Gebieten in Australien, Neuseeland, Japan und dem mittleren Westen der USA vor.
- Tiputinia P.E.Berry & C.L.Woodw.: Mit nur einer Art:
  - Tiputinia foetida P.E.Berry & C.L.Woodw. im Amazonasgebiet Ekuadors.